# Rita De Bont
Rita De Bont (Vilvoorde, 29 juli 1954) is een Belgische politica voor de Vlaamse politieke partij Vlaams Belang. Ze is woonachtig te Mortsel.

## Levensloop
Ze voltooide haar lagere en middelbareschoolopleiding aan het Virgo-Fidelisinstutuut te Vilvoorde. Alhoewel geschiedenis, samenlevingsproblematiek, politiek en vooral de communautaire politiek haar wisten te boeien, bepaalde deze toch niet haar beroepskeuze. In 1977 studeerde ze af als tandarts en vestigde zich te Vilvoorde.
Na haar huwelijk zocht ze verdere horizonten op. Ze ging in Paarl (Zuid-Afrika) voor het ministerie van Nationale Gezondheid en later voor de Kleurlingadministratie aan het werk, wat haar stimuleerde om actief te worden in de politiek, haar vroegere voorliefde.

Ze combineerde haar werk met studie aan de Open Universiteit van Zuid-Afrika en behaalde er een bachelorsgraad in politieke en sociale wetenschappen en publieke administratie. Dit kwam haar onder meer ten goede toen ze zich na haar terugkeer opnieuw in de Vlaamse politiek begaf.
Na 1992 was ze actief bij de Vlaamse Volkspartij (VVP) en bij de Marnixring als stichtend voorzitter van de Marnixring Max Wildiers, een organisatie waarvan tot dan toe alleen mannen lid waren. Ook was ze actief bij de Vlaamse Volksbeweging (VBB), waar ze in 2002 nationaal ondervoorzitter en in 2004 nationaal voorzitter van werd. Van 2004 tot 2007 was ze voorzitter van de Vlaamse Volksbeweging. Samen met Huguette De Bleecker bekleedde De Bont een topfunctie in de raad van bestuur. Ze wist binnen de Vlaamse Beweging met zachte hand heel wat moeilijke situaties te ontzenuwen.

### Loopbaan bij het Vlaams Belang
In 2007 kondigde ze haar ontslag aan bij de VVB om in alle vrijheid een beslissing te kunnen nemen over haar mogelijke overstap naar de partijpolitiek.
Op 22 januari maakte men in de pers haar keuze voor het Vlaams Belang bekend, waarvoor ze zich kandidateerde als onafhankelijke kandidate. Ze nam afstand van het raciaal gekleurde 70-puntenplan en benadrukte meer het communautaire standpunt van de partij. Op het verkiezingscongres van het Vlaams Belang begin maart 2007 hield ze als kandidate op de Kamerlijst een pleidooi voor een onafhankelijk Vlaanderen. Bij de Kamerverkiezingen van 2007 werd ze voor het Vlaams Belang in de Kamer van volksvertegenwoordigers, wat ze bleef zetelen tot in 2014. Bij de Europese verkiezingen van 25 mei 2014 stond ze op de tweede plaats van de Vlaams Belang-lijst voor het Europees Parlement, maar werd niet verkozen.
Bij de gemeenteraadsverkiezingen van 2012 was ze lijsttrekster voor de partij in Mortsel. Ze werd verkozen maar gaf haar mandaat door aan de eerste opvolger. Sedert 2014 woont ze deeltijds op de Canarische eilanden. Ze behield in Mortsel wel een appartement.
Gerelateerde onderwerpen: Partijprogramma · 70-puntenplan · Cordon sanitaire · Racismeklacht